# Tymoteusz Myrda
Tymoteusz Dominik Myrda (ur. 16 grudnia 1976 w Żarach) – polski samorządowiec, prawnik i ekonomista, w 2016 wicemarszałek, a w latach 2018–2024 członek zarządu województwa dolnośląskiego.

## Życiorys

### Wykształcenie i działalność zawodowa
Syn Adama Myrdy, starosty powiatu lubińskiego, i Ewy. Jest absolwentem II Liceum Ogólnokształcącego w Lubinie. Ukończył studia prawnicze i ekonomiczne na Wydziale Prawa, Administracji i Ekonomii Uniwersytetu Wrocławskiego, a także studia podyplomowe z prawa bankowego i inwestycyjnego. Uzyskał także tytuł MBA na Uniwersytecie Ekonomicznym we Wrocławiu, a w 2012 uprawnienia radcy prawnego. W latach 2006–2012 był sekretarzem, a od 2012 do 2018 wiceprezesem klubu piłki ręcznej MKS Zagłębie Lubin (został też współwłaścicielem części akcji tej spółki). Pracował także m.in. jako prokurent i prezes Miejskiego Przedsiębiorstwa Wodociągów i Kanalizacji w Lubinie oraz członek rady nadzorczej spółki RTBS.

### Działalność samorządowa
Bliski współpracownik prezydenta Lubina Roberta Raczyńskiego. Sprawował funkcję prezesa powiązanego z nim stowarzyszenia Lubin 2006, a od 2002 do 2006 pozostawał jego rzecznikiem prasowym. W 2002 bez powodzenia kandydował do rady miejskiej Lubina, a w 2006 – skutecznie do rady powiatu lubińskiego. Później zaangażował się w działalność polityczną w ramach tworzonego przez Rafała Dutkiewicza komitetu Obywatelski Dolny Śląsk, w 2010 uzyskał z jego ramienia mandat radnego sejmiku dolnośląskiego IV kadencji (po rezygnacji Roberta Raczyńskiego). Sprawował funkcję sekretarza powiatu lubińskiego w latach 2010–2012 (po jego rezygnacji urząd obsadzono dopiero w 2015). W 2014 wraz z częścią działaczy ODŚ (Dariuszem Stasiakiem, Patrykiem Wildem, Robertem Raczyńskim, Piotrem Romanem) wobec niezgody na bliższą współpracę z Platformą Obywatelską utworzył ugrupowanie Bezpartyjni Samorządowcy. Z jego ramienia ubiegał się o prezydenturę Legnicy (zdobył 4,91% głosów, co dało 4 miejsce wśród 5 pretendentów). Utrzymał fotel w sejmiku ponownie po rezygnacji Roberta Raczyńskiego. W 2015 podpisał deklarację ideową ruchu JOW Bezpartyjni, jednak ostatecznie nie zdecydował się z jego ramienia kandydować do parlamentu.
31 marca 2016 został wybrany wicemarszałkiem województwa (odpowiedzialnym za infrastrukturę i transport) po utworzeniu nowej koalicji rządzącej Bezpartyjni Samorządowcy–Polskie Stronnictwo Ludowe (z udziałem byłych radnych Obywatelskiego Dolnego Śląska i PO). 28 czerwca 2016 odwołany ze stanowiska po poszerzeniu koalicji o PO i SLD. Wraz z częścią byłych radnych BS i Grażyną Cal (wcześniej PSL) utworzył wówczas Klub Radnych Bezpartyjnych. W 2018 ponownie znalazł się w sejmiku z listy Bezpartyjnych Samorządowców. Podczas wyborów samorządowych w 2018 roku zdobył mandat i uzyskał poparcie 15 155 osób. 19 listopada 2018 powołany na stanowisko członka zarządu województwa w ramach koalicji PiS-BS. W 2019 kandydował do Senatu, zajął 3. miejsce w swoim okręgu. Nie zdobył mandatu, uzyskując 34 948 głosów. W marcu 2021 opuścił klub BS w sejmiku, współtworząc klub Bezpartyjni i Samorządowcy (związany z Ogólnopolską Federacją BiS, skupiającą zasadniczą część ruchu BS). W 2023 klub ten przemianował się na klub BS, a Tymoteusz Myrda został przewodniczącym związanej z tym środowiskiem partii Bezpartyjni Samorządowcy – Łączy nas Polska. W wyborach samorządowych 7 kwietnia 2024 roku komitet BS otrzymał w skali kraju 3,01% głosów, natomiast na Dolnym Śląsku 10,55%. Tym samym Tymoteusz Myrda ponownie uzyskał mandat radnego sejmiku województwa dolnośląskiego, zdobywając 16 699 głosów (9,28% głosów).

## Życie prywatne
Jest żonaty, ma dwoje dzieci.